# Romano Amerio
Pour les articles homonymes, voir Amerio.
Romano Amerio (Lugano, 17 janvier 1905 - Lugano, 16 janvier 1997) est un théologien catholique suisse, de langue italienne.

## Œuvres
- Iota Unum (1985)
- Stat veritas (1994)